# الكلاحين (مركز قفط)
قرية الكلاحين هي إحدى القرى التابعة لمركز قفط في محافظة قنا في جمهورية مصر العربية. حسب إحصاءات سنة 2006، بلغ إجمالي السكان في الكلاحين 22356 نسمة، منهم 11104 رجل و11252 امرأة.